# Championnat de France Pro B de tennis de table 2017-2018
Navigation
Pro B 2016-2017 Pro B 2018-2019
Le Championnat de France Pro B de tennis de table 2017-2018 est la quinzième édition du Championnat de France Pro B de tennis de table, second niveau des championnats de tennis de table par équipes en France. 
À partir de la prochaine saison le championnat Pro B Dames fusionne avec le championnat Pro A Dames.

## Messieurs

### Classement Général
| Rang | Équipe                  | Pts | J  | V  | N | D  | F | Pp | Pc | Diff |
| ---- | ----------------------- | --- | -- | -- | - | -- | - | -- | -- | ---- |
| 1    | Saint-Denis US 93 TT    | 48  | 18 | 14 | 0 | 4  | 0 | 48 | 21 | +27  |
| 2    | 4S Tours TT             | 46  | 18 | 13 | 0 | 5  | 0 | 46 | 29 | +17  |
| 3    | Argentan Bayard         | 45  | 18 | 14 | 0 | 4  | 0 | 45 | 29 | +16  |
| 4    | ASTT Miramas            | 43  | 18 | 11 | 0 | 7  | 0 | 43 | 32 | +11  |
| 5    | EP Issy les Moulineaux  | 41  | 18 | 11 | 0 | 7  | 0 | 41 | 27 | +14  |
| 6    | Caen TT                 | 33  | 18 | 8  | 0 | 10 | 0 | 33 | 37 | -4   |
| 7    | Metz TT                 | 30  | 18 | 5  | 0 | 13 | 0 | 30 | 43 | -13  |
| 8    | TTC Nantes Atlantique   | 30  | 18 | 7  | 0 | 11 | 0 | 30 | 38 | -8   |
| 9    | AC Boulogne-Billancourt | 24  | 18 | 5  | 0 | 13 | 0 | 24 | 47 | -23  |
| 10   | Levallois SCTT          | 14  | 18 | 2  | 0 | 16 | 0 | 14 | 51 | -37  |

Le premier est promu en Pro A, le dernier est relégué en Nationale 1.

## Dames

### Classement Général
| Rang | Équipe                 | Pts | J  | V | N | D | F | Pp | Pc | Diff |
| ---- | ---------------------- | --- | -- | - | - | - | - | -- | -- | ---- |
| 1    | EP Issy les Moulineaux | 25  | 10 | 8 | 0 | 2 | 0 | 25 | 12 | +13  |
| 2    | Nimes ASPC             | 23  | 10 | 6 | 0 | 4 | 0 | 23 | 20 | +3   |
| 3    | Saint-Denis US 93 TT   | 20  | 10 | 5 | 0 | 5 | 0 | 20 | 18 | +2   |
| 4    | Schiltigheim US TT     | 18  | 10 | 5 | 0 | 5 | 0 | 18 | 21 | -3   |
| 5    | Quimper CTT            | 17  | 10 | 4 | 0 | 6 | 0 | 17 | 23 | -6   |
| 6    | Le Chesnay 78 AS       | 16  | 10 | 2 | 0 | 8 | 0 | 16 | 25 | -9   |

Les cinq premiers participent à la nouvelle Pro A Dames, à la suite de la fusion Pro A - Pro B, la saison prochaine.
Le dernier est relégué en Nationale 1.